# Adolphi Mihály Keresztély
Adolphi Mihály Keresztély (1676–1753) orvos.
Lipcsében, Halléban és Utrechtben tanult. Lipcsében orvosként és tanárként működött.
Megjelent művei: 
- De aere. (Lipcse 1717)
- Trias dissertationum physico-medicarum, de quibusdam affectibus singularibus. I. De affectu Mirachiali. II. De porcello Cassoviensi. III. De eructatione flammante. (Lipcse, 1746)
- Diss. med. inaug. de forma medicaminum pro curandis morbis apte (1749)